# Oulmes
Ne doit pas être confondu avec Oulmès, ville du Maroc
Oulmes est une ancienne commune française située dans le département de la Vendée, en région Pays de la Loire.

## Géographie
Le territoire municipal d'Oulmes s'étend sur 929 hectares. L'altitude moyenne de la commune est de 17 mètres, avec des niveaux fluctuant entre 4 et 48 mètres,.
L'altitude de la mairie d'Oulmes est de 26 mètres environ, l'altitude minimum et maximum d'Oulmes sont respectivement de 4 m et 48 m.
La superficie d'Oulmes est de 9,28 km2 soit 928 hectares.
Oulmes est située à 46° 24′ 02″ N, 0° 39′ 45″ O.
Les villes et villages proches d'Oulmes sont : Bouillé-Courdault à 2,19 km d'Oulmes, Nieul-sur-l'Autise à 2,84 km d'Oulmes, Liez à 4,36 km d'Oulmes, Saint-Sigismond à 6,02 km d'Oulmes, Xanton-Chassenon à 6,18 km d'Oulmes.

## Histoire
Depuis le 1er janvier 1993, la commune puis la commune déléguée d’Oulmes abrite le siège de la communauté de communes Vendée-Sèvre-Autise à proximité de la gare de Nieul-Oulmes.
Le 1er janvier 2019, la commune fusionne avec Nieul-sur-l'Autise pour former la commune nouvelle de Rives-d'Autise dont la création est actée par un arrêté préfectoral du 4 décembre 2018.

## Politique et administration

### Liste des maires
| Période          | Période                           | Identité            | Étiquette | Qualité                                           |
| ---------------- | --------------------------------- | ------------------- | --------- | ------------------------------------------------- |
| 1989             | 23 mars 2001                      | René de Lamotte     | DVD       |                                                   |
| 23 mars 2001     | 10 novembre 2003 (démissionnaire) | Georges Gay         | DVD       | Retraité de la défense et des affaires étrangères |
| 19 décembre 2003 | 21 mars 2008                      | Georges Gay         |           | Retraité de la défense et des affaires étrangères |
| 21 mars 2008     | 31 décembre 2018                  | Jean-Paul Dumoulin, |           | Cadre commercial                                  |

### Liste des maires délégués
| Période        | Période     | Identité           | Étiquette | Qualité          |
| -------------- | ----------- | ------------------ | --------- | ---------------- |
| 7 janvier 2019 | 27 mai 2020 | Jean-Paul Dumoulin |           | Cadre commercial |
| 27 mai 2020,   | En cours    | Philippe Gerôme    |           |                  |

## Démographie

### Évolution démographique
L'évolution du nombre d'habitants est connue à travers les recensements de la population effectués dans la commune depuis 1793. Pour les communes de moins de 10 000 habitants, une enquête de recensement portant sur toute la population est réalisée tous les cinq ans, les populations de référence des années intermédiaires étant quant à elles estimées par interpolation ou extrapolation. Pour la commune, le premier recensement exhaustif entrant dans le cadre du nouveau dispositif a été réalisé en 2004.

En 2016, la commune comptait 832 habitants, en évolution de +12,74 % par rapport à 2010 (Vendée : +5,33 %, France hors Mayotte : +2,11 %).
| 1793 | 1800 | 1806 | 1821 | 1831 | 1836 | 1841 | 1846 | 1851 |
| ---- | ---- | ---- | ---- | ---- | ---- | ---- | ---- | ---- |
| 466  | 523  | 504  | 558  | 601  | 616  | 637  | 662  | 672  |

| 1856 | 1861 | 1866 | 1872 | 1876 | 1881 | 1886 | 1891 | 1896 |
| ---- | ---- | ---- | ---- | ---- | ---- | ---- | ---- | ---- |
| 707  | 726  | 708  | 683  | 671  | 704  | 760  | 759  | 704  |

| 1901 | 1906 | 1911 | 1921 | 1926 | 1931 | 1936 | 1946 | 1954 |
| ---- | ---- | ---- | ---- | ---- | ---- | ---- | ---- | ---- |
| 706  | 681  | 660  | 628  | 607  | 614  | 580  | 557  | 589  |

| 1962 | 1968 | 1975 | 1982 | 1990 | 1999 | 2004 | 2006 | 2009 |
| ---- | ---- | ---- | ---- | ---- | ---- | ---- | ---- | ---- |
| 552  | 542  | 550  | 589  | 591  | 639  | 711  | 727  | 746  |

| 2014 | 2016 | - | - | - | - | - | - | - |
| ---- | ---- | - | - | - | - | - | - | - |
| 815  | 832  | - | - | - | - | - | - | - |

### Pyramide des âges
La population de la commune est relativement jeune. Le taux de personnes d'un âge supérieur à 60 ans (20,1 %) est en effet inférieur au taux national (21,6 %) et au taux départemental (25,1 %).
À l'instar des répartitions nationale et départementale, la population féminine de la commune est supérieure à la population masculine. Le taux (50,1 %) est du même ordre de grandeur que le taux national (51,6 %).
La répartition de la population de la commune par tranches d'âge est, en 2007, la suivante :
- 49,9 % d'hommes (0 à 14 ans = 23,7 %, 15 à 29 ans = 12,9 %, 30 à 44 ans = 22,8 %, 45 à 59 ans = 22 %, plus de 60 ans = 18,6 %) ;
- 50,1 % de femmes (0 à 14 ans = 21,1 %, 15 à 29 ans = 14,7 %, 30 à 44 ans = 24,9 %, 45 à 59 ans = 17,6 %, plus de 60 ans = 21,6 %).

| Hommes | Classe d’âge | Femmes |
| ------ | ------------ | ------ |
| 0,5    | 90 ans ou +  | 0,3    |
| 6,5    | 75 à 89 ans  | 6,1    |
| 11,6   | 60 à 74 ans  | 15,2   |
| 22,0   | 45 à 59 ans  | 17,6   |
| 22,8   | 30 à 44 ans  | 24,9   |
| 12,9   | 15 à 29 ans  | 14,7   |
| 23,7   | 0 à 14 ans   | 21,1   |

| Hommes | Classe d’âge | Femmes |
| ------ | ------------ | ------ |
| 0,4    | 90 ans ou +  | 1,2    |
| 7,3    | 75 à 89 ans  | 10,6   |
| 14,9   | 60 à 74 ans  | 15,7   |
| 20,9   | 45 à 59 ans  | 20,2   |
| 20,4   | 30 à 44 ans  | 19,3   |
| 17,3   | 15 à 29 ans  | 15,5   |
| 18,9   | 0 à 14 ans   | 17,4   |

## Culture locale et patrimoine

### Lieux et monuments
- Église Notre-Dame.

## Pour approfondir